# Faílbe Flann mac Áedo Duib
Faílbe Flann mac Áedo Duib (mort en 639) était un roi de Munster (en irlandais : Muman), l'un des cinq royaumes d'Irlande. Il appartenait à la famille des Eóganacht Chaisil, une branche du clan des Eóganachta descendant d'Óengus mac Nad Froích (mort en 489), le premier roi chrétien de Muman, par son fils Feidlimid mac Óengusa. 

## Biographie
Il succéda à Cathal mac Áedo Flaind Chathrach de la branche de Glendamnach en 628. Il était le jeune frère du roi Fíngen mac Áedo Duib (mort en 618). Son surnom, Flann, signifie rouge-sang. 
En 629, il combattit à la bataille de Carn Feradaig (Cahernarry, Comté de Limerick) contre Guaire Aidne mac Colmáin (mort en 663) des Uí Fiachrach Aidhne du clan des Connachta. Faílbe remporta la victoire et Guaire dut s'enfuir tandis que son allié, Conall mac Máele Dúib des Uí Maine et beaucoup de nobles du Connacht étaient massacrés. À la tête des Ui Fiachrach, Guaire était alors au sommet de sa puissance dans le sud du Connacht et cherchait à recouvrer les territoires perdus de Thomond. Byrne pense que l'expansion des Déisi dans le comté de Clare date de cette bataille. 
L'autre événement important de son règne fut la bataille d'Áth Goan, livrée dans la plaine à l'ouest de la rivière Liffey entre 633 et 637 (ou peut-être dès 628). En livrant cette bataille, Faílbe intervenait pour la première fois dans le royaume de Leinster. Il prêta son soutien à Fáelán mac Colmáin (mort en 666) des Uí Dúnlainge contre Crimthann mac Áedo des Uí Máil qui était à l'époque le roi de Leinster. Failbe et Fáelán étaient alliés à Conall Guthbinn mac Suibni (mort en 637) de Mide. 
Les trois alliés remportèrent la victoire et Crimthann fut tué. 
Un document de Muman semble affirmer que Faílbe payait le tribut du par le royaume de Laigin aux rois de Ui Neill, mais Byrne pense qu'il s'agit seulement d'un élément de propagande plus tardif destiné à soutenir les prétentions de Muman sur le Leth Moga (la moitié sud de l'île dans la division légendaire de l'Irlande). 
Il mourut entre 633 et 639.

## Famille et descendants
Son fils Colgú mac Faílbe Flaind (mort en 678) fut également roi de Muman à partir de 665 jusqu'à sa mort.
Les descendants de Faílbe sont connus comme formant le Sept du Clann Faílbe de la branche de Cashel, connue plus tard sous le nom de clan des Mac Carthy qui, du XIIe siècle au début du XVIIe siècle, furent rois de Desmond et princes de Carbery, Muskerry et Duhallow.

## Sources
- (en) Annales de Tigernach sur CELT: Corpus of Electronic Texts dans University College Cork.
- (en) Annales d'Ulster sur CELT: Corpus of Electronic Texts dans University College Cork.
- (en) Annales d'Inisfallen sur CELT: Corpus of Electronic Texts dans University College Cork.
- (en) Francis J. Byrne, Irish Kings and High-Kings, Table 12, Four Courts Press, Dublin (2001).  (ISBN 978-1-85182-196-9).
- (en) Geoffrey Keating, History of Ireland, sur CELT: Corpus of Electronic Texts dans University College Cork.
- (en) Édition révisée des synchronismes de McCarthy, Trinity College Dublin.